# Ficción Stalag
Con el nombre de Stalags o Ficción Stalag (en inglés Stalag fiction) se conoce comúnmente a un tipo de folletines pertenecientes al subgénero de la literatura pornográfica con una temática relacionada con el Holocausto y la explotación de los prisioneros en los campos de concentración por parte de los nazis. Este fenómeno floreció en Israel durante la década de 1960, alcanzando una difusión masiva coincidiendo con el proceso contra Adolf Eichmann. En la actualidad los Stalags ya no se publican, si bien muchas ediciones han sobrevivido porque han estado circulando de manera clandestina entre particulares hasta el presente.

## Características
Los autores de este tipo de novelas pretendían ser todos de origen estadounidense, firmaban sus obras con seudónimos y éstas aparecían en Israel como supuestas traducciones de las originales en inglés. En realidad los escritores eran todos israelíes y figuraban como los traductores de las versiones que se publicaban en el país, pues preferían mantener el anonimato. A pesar de ello en la actualidad se conocen algunos nombres, como el poeta de origen alemán Maxim Gilan o Eli Keidar, el iniciador del género junto al editor Ezra Narkis. Keidar firmaba sus obras con el sobrenombre de Mike Baden.
El formato de las historias seguía normalmente el mismo esquema. Un grupo de soldados o pilotos estadounidenses de la Segunda Guerra Mundial es capturado por las fuerzas alemanas y enviado a un campo de prisioneros o Stalag, de donde proviene el nombre de este subgénero literario. Allí los prisioneros son torturados y utilizados sexualmente por las guardianas del campo, mujeres oficiales de las SS, si bien al final el rol ama-esclavo termina invirtiéndose y los cautivos toman venganza contra sus verdugos femeninas, por lo general violándolas y asesinándolas. Estos relatos eran pura fantasía y carecían del más mínimo rigor histórico, los lectores se sentían atraídos únicamente por los pasajes pornográficos, a menudo acompañados de ilustraciones a color donde el contenido sexual no era tan explícito, en los que se relataban actos de violencia sexual y sadomasoquismo.
Originalmente los protagonistas de los Stalags eran todos norteamericanos, pues incluir judíos en las historias se consideraba tabú. Sin embargo conforme el fenómeno fue ganando adeptos esta regla dejó de respetarse y se popularizaron relatos más sórdidos y con una mayor carga de sadismo. Ejemplos de ello son El monstruo del Stalag del horror, donde incluso se recurre al canibalismo y el incesto, o Yo fui la puta privada del coronel Schultz, donde la estructura habitual variaba y oficiales nazis masculinos torturaban y abusaban de prisioneras judías.

## Historia
El subgénero surge de la cultura de silencio en relación con el Holocausto que existía en Israel durante la década posterior a su fundación como estado. Muchos jóvenes viven bajo la sombra de este suceso, pero no encuentran las respuestas que buscan ni en sus padres ni en sus profesores. Por aquel entonces éstas solo podían encontrarse en obras como La casa de las muñecas de K. Tzetnik (1955), en realidad el antecedente temático de los Stalags. El proceso contra Eichmann (1960-1961), se tradujo en una mayor sensibilización hacía todo lo relacionado con las víctimas del nazismo, pues por vez primera jóvenes y adolescentes podían conocer sus testimonios de primera mano gracias a un buen número de detalladas descripciones.
De repente todo lo relacionado con el Holocausto cobró gran relevancia y, para explotar esta tendencia, editores como Narkis comienzan a lanzar sus folletines pornográficos, que se venden en los kioscos a precios muy asequibles. Rápidamente alcanzan gran popularidad y se convierten en un fenómeno social, tanto es así que, en palabras del cineasta Ari Libsker, “las primeras imágenes del Holocausto que vi, como alguien que creció durante aquella época, fueron de mujeres desnudas” . La explicación se encuentra en la fusión de dos factores, la cuestión de la identidad y el pasado de violencia y humillación sufrido, sumado al despertar sexual de muchos adolescentes consumidores habituales de este tipo de literatura.
No obstante el fenómeno de los Stalags como publicaciones de éxito fue breve. Tan solo dos años después de que comenzaran a distribuirse los editores fueron acusados por un tribunal israelí de difundir pornografía y se ordenó intervenir todos los libros. El propio Eli Keidar, autor de los relatos más populares, fue detenido en el proceso que siguió a continuación. Los Stalags dejaron de publicarse pero, a pesar del esfuerzo de las autoridades por buscar y destruir hasta el último de los números, siguieron vendiéndose e intercambiándose de forma clandestina hasta fechas recientes.

## Repercusiones
Todo y que poco a poco fue cayendo en el olvido, el subgénero de los Stalags está considerado como uno de los fenómenos más relevantes de la cultura popular israelí. No obstante puede englobarse en un marco más amplio, el de la llamada ficción de explotación (en inglés Exploitation fiction). En la década de 1970 surgió dentro del cine una corriente inspirada en estos folletines conocida como Nazi exploitation, en la que destacan películas como Ilsa, She Wolf of the SS (1975) o Salón Kitty (1976), en las que se mezclan los mismos componentes de sexo, violencia y sadismo con el nazismo como telón de fondo. Por su parte cintas eróticas no tan explícitas como El portero de noche (1974), de Liliana Cavani, también abordan esta temática.
En 2007 se estrenó un documental titulado Stalags: Holocaust and Pornography (Stalags: pornografía y Holocausto), del joven cineasta israelí Ari Libsker, que se centra en este fenómeno y lo ha vuelto a poner de nuevo en el debate público.